# Pays-Bas aux Jeux olympiques d'hiver de 1976
Les Pays-Bas participent aux Jeux olympiques d'hiver de 1976, organisés à Innsbruck en Autriche. Cette nation prend part aux Jeux olympiques d'hiver pour la dixième fois de son histoire. La délégation néerlandaise, formée de 7 athlètes (3 hommes et 4 femmes), remporte 6 médailles (1 d'or, 2 d'argent et 3 de bronze) et se classe au neuvième rang du tableau des médailles.

## Médaillés
| Médaille                            | Nom             | Discipline          | Épreuve              |
| ----------------------------------- | --------------- | ------------------- | -------------------- |
| Médaille d'or, Jeux olympiques      | Piet Kleine     | Patinage de vitesse | 10 000 mètres hommes |
| Médaille d'argent, Jeux olympiques  | Dianne de Leeuw | Patinage artistique | Femmes               |
| Médaille d'argent, Jeux olympiques  | Piet Kleine     | Patinage de vitesse | 5 000 mètres hommes  |
| Médaille de bronze, Jeux olympiques | Hans van Helden | Patinage de vitesse | 1 500 mètres hommes  |
| Médaille de bronze, Jeux olympiques | Hans van Helden | Patinage de vitesse | 5 000 mètres hommes  |
| Médaille de bronze, Jeux olympiques | Hans van Helden | Patinage de vitesse | 10 000 mètres hommes |